# 1488
| 1488               |
| ------------------ |
| Dødsfald - Fødsler |
|                    |

| Gregoriansk kalender | 1488 MCDLXXXVIII        |
| Ab urbe condita      | 2241                    |
| Armensk kalender     | 937 ԹՎ ՋԼԷ              |
| Kinesiske kalender   | 4184 – 4185 丁未 – 戊申 |
| Etiopisk kalender    | 1480 – 1481             |
| Jødisk kalender      | 5248 – 5249             |
| Hindukalendere       |                         |
| - Vikram Samvat      | 1543 – 1544             |
| - Shaka Samvat       | 1410 – 1411             |
| - Kali Yuga          | 4589 – 4590             |
| Iransk kalender      | 866 – 867               |
| Islamisk kalender    | 893 – 894               |

Konge i Danmark: Hans 1481-1513
Se også 1488 (tal)

## Begivenheder
- 3. februar – Den portugisiske søfarer Bartolomeu Dias passerer som den første europæer Afrikas sydspids.